# アンナ・ダネージ
アンナ・ダネージ（イタリア語: Anna Danesi、1996年4月20日 - ）は、イタリアの女子バレーボール選手。イタリア代表。

## 来歴

### クラブチーム
2011年にGSOヴィッラ・コルテーゼへ入団。2012/13シーズンのイタリアセリエA1で5位となった。2013/14シーズンはVolleyrò Casal de Pazziでプレーした。その後Club Italiaで2年間でプレーした。2016/17シーズンからはイモコ・コネリアーノに加入し、2017/18、2018/19シーズンのセリエA1で2連覇、欧州チャンピオンズリーグで準優勝を果たした。2019/20シーズンよりVERO VOLLEY MONZAへ移籍し、2020/21シーズンのリーグ3位、2021/22シーズンのリーグ準優勝に貢献した。2022/23シーズンからはIgor Gorgonzola Novaraでプレーしている。

### 代表チーム
2015年にアンダーカテゴリーの代表として8月のU23世界選手権に出場した。2016年にシニア代表に初選出され、1月にトルコで開催されたリオ五輪ヨーロッパ大陸予選で代表デビューを飾り、同年8月のリオ五輪で三大大会に初出場を果たした。
2017年からは代表チームでレギュラーに抜擢されると、ワールドグランプリで銀メダルを獲得、2018年に日本で開催された世界選手権で準優勝に大きく貢献した。2021年開催の東京2020オリンピックに出場した。同年9月のヨーロッパ選手権で金メダルを獲得し、自身もベストミドルブロッカー賞を受賞した。2022年、世界選手権で銅メダルを獲得し、自身もベストミドルブロッカー賞を受賞した。

## 球歴
- オリンピック - 2016年、2021年、2024年
- 世界選手権 - 2018年、2022年
- ネーションズリーグ - 2018年、2019年、2022年、2023年
- オリンピック予選 - 2019年、2023年
- 欧州選手権 - 2017年、2019年、2021年、2023年
- ワールドグランプリ - 2016年、2017年

## 受賞歴
- 2020年 - 2019/20イタリアセリエA1 ベストブロッカー賞
- 2021年 - ヨーロッパ選手権 ベストミドルブロッカー賞
- 2022年 - 2021/22イタリアセリエA1 ベストブロッカー賞
- 2022年 - 世界選手権 ベストミドルブロッカー賞
- 2023年 - 2022/23イタリアセリエA1 ベストミドルブロッカー賞

## 所属クラブ
- GSOヴィッラ・コルテーゼ（2011-2013年）
- Volleyrò Casal de Pazzi（2013-2014年）
- Club Italia（2014-2016年）
- イモコ・コネリアーノ（2016-2019年）
- VERO VOLLEY MONZA（2019-2022年）
- イゴール・ゴルゴンゾーラ・ノヴァーラ（2022-2024年）
- ヴェロ・バレー・ミラノ（2024年-）